# Morinda hypotephra
Morinda hypotephra là một loài thực vật có hoa trong họ Thiến thảo. Loài này được F.Muell. mô tả khoa học đầu tiên năm 1889.